# Боян (товариство)
Боян — назва мережі українських хорових і музичних товариств, які діяли в Західній Україні впродовж кінця ХІХ ст. до 1939 р. (до початку Другої світової війни), короткочасно деякі товариства відновили діяльність у 1941—1944 рр. (наприклад, «Дрогобицький Боян»). Перше товариство засноване в 1891 році

## Історія
Назву товариства взято від імені співця, згадуваного у «Слові о полку Ігоревім».
Заснування «Львівського Бояну» стало поштовхом до утворення мережі філій у багатьох містах Західної України. Товариства мали на меті підтримувати розвиток української музичної культури та хорового співу, а також опікувалися музичною освітою та нотодруком. На початках «Бояни» об'єднували аматорів, згодом стали важливими осередками діяльності відомих диригентів, композиторів, музикантів і педагогів. При товариствах діяли хори, музичні школи, нотні бібліотеки та видавництва, оркестрові гуртки. Боянівці влаштовували різноманітні вечори, концерти, конкурси, передовсім, шевченківські.
У 1903 році відбувся установчий з'їзд регіональних «Боянів», який створив Союз співацьких і музичних товариств.
На початках в центрі уваги було збереження і плекання української пісні — ідея, що стала одним із головних поштовхів
до утворення хорового товариства «Боян».
Впродовж усієї діяльності «Боянів» тривала полеміка довкола трьох головних питань статусу і мети товариства:
  репертуар — лише українські
пісні (народні й авторські) чи широкий обсяг національної та світової хорової та вокально-інструментальної літератури;
  ціль — спів повинен бути одним із засобів розгортання національного
руху чи хор покликаний піклуватися про
естетичний розвиток музичного мистецтва;
  статус — добровільне аматорське товариство чи професійний хор.
Фактично ж, хорове товариство «Львівський Боян» та його філії стали першою в Галичині спробою організувати українську музично-концертну інституцію (в силу традиції та можливостей, у своїй практичній діяльності вона зосередилася, головно, на вокальній творчості).

## Перелік товариств
- Львівський Боян — заснований в 1891 році, голова Володимир Шухевич
- перемишльський — заснований в 1891 році
- бережанський — музично-хорове товариство та його хор заснували в 1892 році Денис Січинський, Андрій Чайковський і Василь Яворський
- Коломийський Боян — заснований у 1895 році.
- Буковинський Боян — заснований в 1899 році.
- Тернопільський Боян — музичне товариство та його хор заснували в 1901 році Іван Левицький, Омелян Терлецький та Ісидор Мидловський
- Дрогобицький Боян— хор, заснований у 1901 році
- стрийський — заснований у 1901 році, перший голова Євген Олесницький.
- станіславівський Боян (сучасне місто Івано-Франківськ) — заснований 1895 року.
- перемишлянський — заснований бл. 1906 р.
- бориславський — заснований у 20-х рр. ХХ ст.
- золочівський — заснований 1903 р.
- чортківський — заснований 1898 р.
- болехівський — заснований бл. 1908 р.
- бродівський — заснований 1923 р., голова Михайло Осадца
- бучацький — заснований, бл. 1906 р.
- заставнівський — заснований І. Омельським 1901 чи 1906 р.
- копичинецький — діяв у 30-х рр. ХХ ст.
- підгаєцький — заснований бл. 1926 р.
- самбірський — дів у 20-30 рр. ХХ ст., його заснованики Богдан П'юрко та Юліан Нижанківський
- снятинський — заснований 1901 р., голова О. Огоновський
- яворівський — заснований, ймовірно, у 30-х рр. ХХ ст. з ініціативи В. Неділка.

Крім перерахованих товариств, «Бояни» діяли і в інших містах Західної України, Наддніпрянщини, зокрема, в Києві (1905) та Полтаві (бл. 1910).